# Michihiro Yasuda
Michihiro Yasuda (jap. 安田理大 Yasuda Michihiro; ur. 20 grudnia 1987 w Kobe) – piłkarz japoński grający na pozycji środkowego obrońcy. Od 2011 roku jest zawodnikiem klubu SBV Vitesse.

## Kariera klubowa
Swoją karierę piłkarską Yasuda rozpoczął w klubie Gamba Osaka. W 2006 roku awansował do kadry pierwszego zespołu. 1 kwietnia 2006 zadebiutował w jego barwach w J-League w wygranym 3:2 wyjazdowym meczu z Shimizu S-Pulse. W 2007 roku stał się podstawowym zawodnikiem Gamby. W tamtym roku wygrał z Gambą rozgrywki Pucharu Ligi Japońskiej oraz Superpucharu Japonii. Został też wybrany Piłkarzem Sezonu w J-League. W 2008 roku wygrał Puchar Cesarza oraz Ligę Mistrzów. W 2009 roku ponownie zdobył Puchar Cesarza. W Gambie grał do końca 2010 roku.
Na początku 2011 roku Yasuda przeszedł do SBV Vitesse. Swój debiut w Eredivisie zaliczył 22 stycznia 2011 w przegranym 0:1 wyjazdowym meczu z Willem II Tilburg.
| Sezon   | Klub        | Kraj     | Rozgrywki  | Mecze | Bramki |
| ------- | ----------- | -------- | ---------- | ----- | ------ |
| 2006    | Gamba Osaka | Japonia  | J-League   | 2     | 0      |
| 2007    | Gamba Osaka | Japonia  | J-League   | 29    | 0      |
| 2008    | Gamba Osaka | Japonia  | J-League   | 26    | 0      |
| 2009    | Gamba Osaka | Japonia  | J-League   | 22    | 0      |
| 2010    | Gamba Osaka | Japonia  | J-League   | 32    | 1      |
| 2010/11 | SBV Vitesse | Holandia | Eredivisie | 15    | 0      |
| 2011/12 | SBV Vitesse | Holandia | Eredivisie | 23    | 0      |
| 2012/13 | SBV Vitesse | Holandia | Eredivisie | 7     | 0      |

## Kariera reprezentacyjna
W 2007 roku Yasuda zagrał na Mistrzostwach Świata U-20, a w 2008 roku wystąpił na Igrzyskach Olimpijskich w Pekinie. W dorosłej reprezentacji zadebiutował 17 lutego 2008 roku w zremisowanym 1:1 meczu Pucharu Azji Wschodniej 2008 z Koreą Północną, rozegranym w Chongqing.